# مورچه خرمن‌بردار کالیفرنیا
مورچه خرمن‌بردار کالیفرنیا (نام علمی: Pogonomyrmex californicus) نام یک گونه از تیره مورچه است.